# Charles Arthur Woods
Charles Arthur Woods – amerykański zoolog, emerytowany profesor University of Florida i kurator Florida Museum of Natural History.
Publikacje:
(współpraca)
- Charles A. Woods, Florence E. Sergile: Biogeography of the West Indies: patterns and perspectives. CRC Press, 2001. ISBN 0-8493-2001-1. Brak numerów stron w książce

- Charles Arthur Woods, Luis Contreras, Gale Willner-Chapman, Howard P Whidden: Myocastor coypus (Mammalian Species, No. 398). American Society of Mammalogists, 1992. Brak numerów stron w książce

- Charles Arthur Woods, William Post, C. William Fitzpatrick: Microtus pennsylvanicus (Rodentia: Muridae) in Florida: A Pleistocene relict in a coastal saltmarsh (Bulletin of the Florida Museum of Natural History). Florida Museum of Natural History. Brak numerów stron w książce

- Charles Arthur Woods, Florence Etienne Sergile, Jose Alberto Ottenwalder: Stewardship plan for the national parks and natural areas of Haiti. Florida Museum of Natural History, University of Florida, 1992. Brak numerów stron w książce

- Charles Arthur Woods, Shahzad Mufti, Syed Azhar Hasan: Biodiversity of Pakistan. Pakistan Museum of Natural History, 1997. Brak numerów stron w książce

- Charles Arthur Woods, D. Boraker: . Octodon degu. Mammalian Species 67: 1-15.. American Society of Mammalogists, 1975. Brak numerów stron w książce